# Anzitena
Anzitena (em latim: Anzitena; em grego: Ἀνζιτηνή; romaniz.: Anzitēnḗ; em armênio: Անձիտ; romaniz.: Anjit), segundo a Geografia de Ananias de Siracena (século VII), foi um distrito (gavar) de Sofena, no Reino da Armênia, de grande importância durante a Antiguidade e Idade Média. Em decorrência de sua posição privilegiada, foi anexada pelo imperador Diocleciano (r. 284–305) em 298 como forma de assegurar a defesa de Melitene e da principal rota militar local. Durante o reinado de Valente (r. 364–378), os nobres locais desertadas o rei armênio Ársaces II (r. 350–368) em prol de Sapor II (r. 309–379). Durante o reinado do imperador Justiniano I (r. 527–565), a fronteira bizantina na Armênia foi estendida para o vale do Arsânias, com Anzitena passando a fazer parte da província da Armênia IV.
Pelo século VII, com a expansão islâmica pelo Oriente Médio, Anzitena e suas regiões vizinhas tornar-se-iam uma importante base para ataques à Anatólia. No século IX, o imperador Teófilo (r. 829–842) foi capaz de atacar as principais cidades de Anzitena e pelo século X, o general João Curcuas reconquistou Melitene, Arsamósata e Teodosiópolis. Apesar disso, pela mesma época, o hamadânida emir de Alepo Ceife Adaulá (r. 945–968) lançou uma série de expedições nos domínios recém conquistados, ameaçando a posição bizantina. Em 1058, os turcos seljúcidas invadiram a região e saquearam Melitene. No período entre 1071-1081, em decorrência do desastre bizantino na Batalha de Manzicerta, os seljúcidas expandiram-se por todo o planalto armênio e a Anatólia Oriental para leste rumo a Bitínia.
Durante a Primeira Cruzada, a região foi dominada por Boemundo I de Antioquia (r. 1099–1111), porém o controle cruzado perdurou poucos anos, pois em 1100, após a Batalha de Melitene, ela passaria para os danismêndidas. No final do século XII, Melitene voltou a pertencer os domínios seljúcidas, porem poucas décadas depois seria conquistada pelo Império Mongol e então pelo Ilcanato. Depois foi sucessivamente dominada pelos vários poderes que expandiram-se pela região nos dois séculos seguintes até ser tomada em definitivo pelo Império Otomano em 1516.

## Geografia

Fronteira bizantino-persa no século V

Anzitena localizava-se na extremidade sudoeste da Armênia e era limitada pelo Eufrates a oeste, pelo curso inferior do rio Arsânias (atual Murate) a norte e pelos Montes Tauro a leste e sudeste. Seu núcleo geográfico era a região das planícies que se estende desde a moderna Elaze até a antiga cidade de Arsamósata. Agora chamada de Altenova, ou "planície dourada", esta é uma área fértil e bem irrigada cercada por montanhas. De acordo com uma tradição local registrada no século XIX, era o local do antigo Jardim do Éden. Anzitena também incluía áreas na margem leste do Eufrates, em torno de Muxar e Tomisa (Comur Hã), no que faz parte geograficamente da planície de Melitene (atual Malátia).
Anzitena controlava o sul das duas principais rotas leste-oeste através da Armênia. A primeira ia de Melitene no oeste, cruzava o Eufrates em Tomisa e então seguia o vale de Arsânias até suas nascentes no país de lava ao norte do lago de Vã. Também comandava o passo de Ergani - uma das duas principais rotas sobre o Tauro armênio, ligando o planalto armênio com o rico vale do alto Tigre. Também controlava várias rotas menos importantes. Uma ia para o noroeste em direção ao norte da Anatólia, cruzando o Arsânias no vau de Asvane e então o Eufrates perto de Aine.  Outra ia para o norte até o vale do alto Eufrates, cruzando o Arsânias no vau de Perteque e então cruzando o alta e nua cordilheira de Muzurom.

## História

### Antiguidade

Armênia em 150, com Sofena situada no extremo sudoeste

O nome Anzitena corresponde ao Enzi dos textos neoassírios. Um documento datado de 252 sobre a venda de uma escrava chamada Cardaneia Diana a identifica como tendo nascido no distrito de Ortena, que com base em fontes siríacas posteriores parece estar localizado em Anzitena. O povo de Ortena aparentemente não falava nem armênio nem aramaico, mas sim sua própria língua. (O nome "Ortena" foi conectado por Josef Markwart ao antigo Reino de Urartu, mas isso é altamente especulativo.) No entanto, o fato de Cardaneia também ter adotado o nome Diana, além de seu nome nativo, indica que a região estava sob considerável influência cultural greco-romana na época.
Em decorrência de sua posição privilegiada, Anzitena permaneceu como uma zona constantemente cobiçada pelos grandes poderes em conflito na região. Originalmente era um distrito (gavar) da província de Sofena, no Reino da Armênia, com área total de 3 700 quilômetros quadrados. Anzitena, e a vizinha Ingilena, eram governadas pela mesma família principesca, cujas origens remontavam os orôntidas. Moisés de Corene, ao tratar sobre essa família, alegou que descendiam de certo Torque, que foi investido com seu principado pelo mítico Valarsaces I. Esse príncipe deteve a posição de azarapates (grão-senescal) por algumas gerações, antes do ofício ser transferido aos Genúnios. É possível, por sua vez, que o príncipe local foi investido com o ofício de vitaxa (vice-rei) da Marca Síria (Sofena), haja vista sua proeminência regional. A Lista Militar (Զորնամակ, Zōrnamak), o documento que indica a quantidade de cavaleiros que cada uma das famílias nobres devia ceder ao exército real em caso de convocação, afirma que os príncipes de Ingilena deviam arregimentar quatro mil cavaleiros.

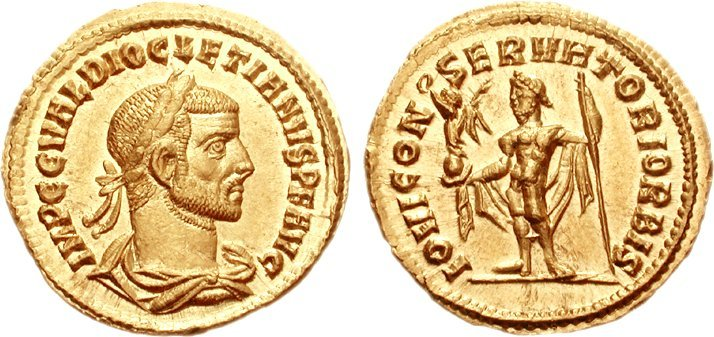
Áureo de Diocleciano r.

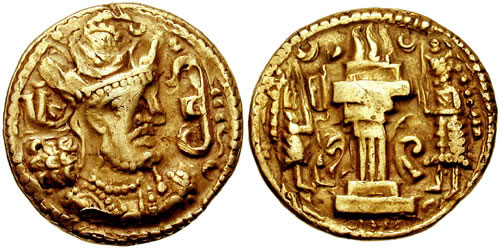
Dinar de ouro de r.

A medida que o Império Romano expandiu-se para leste, Anzitena atuou como um de seus limites orientais. Em 298, tornar-se-ia vassala do imperador Diocleciano (r. 284–305) como parte dos termos da Paz de Nísibis. Como consequência, passou a atuar como um escudo para Melitene, a principal rota militar da região aos que atravessavam o passo de Ergani, e seus príncipes deixaram de ser investidos como vitaxas, pois não poderiam cumprir com as obrigações do ofício enquanto vassalos do imperador. Nas várias décadas que se seguiram, a Armênia continuou como zona de litígio entre os romanos e os iranianos do Império Sassânida, mas em 363, uma nova Paz de Nísibis foi firmada e os romanos abandonaram temporariamente suas pretensões. Apesar disso, Anzitena manteve sua lealdade aos romanos.
Em 368, durante o reinado de Valente (r. 364–378), o xainxá Sapor II (r. 309–379) valeu-se de suborno para convencer os nacarares (senhores hereditários) armênios a desertarem Ársaces II (r. 350–368), o rei armênio pró-romano, numa tentativa de enfraquecer os partidários lealistas e ocupar todo o país. Segundo as fontes armênias, o príncipe Salamute de Anzitena supostamente abandonou Ársaces em preferência ao imperador, mas na realidade seu país já estava sob influência romana há mais de 50 anos. Seja como for, Sapor II, ao adquirir o apoio desejado, encarcerou Ársaces II e sitiou seu sucessor Papa e sua esposa Farranzém na fortaleza de Artogerassa. Papa conseguiu escapar à corte de Valente em Constantinopla e em 370, sob proteção de um grande exército, foi recolocado no trono. No reinado de Papa, o general Musel I realizou expedições punitivas contra os territórios desertores, visando reconquistá-los. Amzitena foi um dos territórios atacados.

### Idade Média

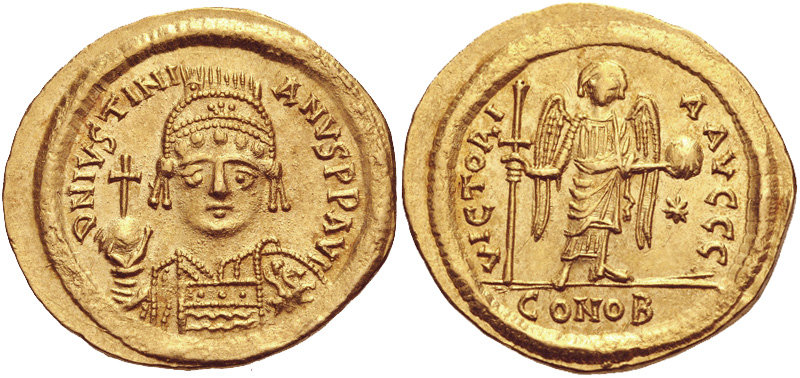
Soldo de r.

No século V, Anzitena formou uma sé episcopal própria, mas manteve sua ligação dinástica com Ingilena. Em 451, o bispo local compareceu ao Concílio da Calcedônia. Durante o reinado do imperador Justiniano I (r. 527–565) os domínios imperiais foram estendidos para o vale do Arsânias, assegurando uma nova rota militar bem a leste de Anzitena. Administrativamente, desde 536, como parte das inúmeras reformas promulgadas por Justiniano, a dinastia de Anzitena foi extinta e a região foi incorporada na província da Armênia IV. No século VII, mais precisamente desde a conquista do sudoeste da Armênia com a tomada de Melitene em 638, o território da cidade e o vale inferior do Arsânias, incluindo Anzitena, tornar-se-iam uma região fortemente militarizada, servindo como base para operações militares em direção a Anatólia no transcurso da expansão islâmica, bem como para o controle dos planaltos armênios. Sabe-se que sua população declinou entre os séculos VI e X. Dadima (atual Tadem), a antiga capital romana, encolheu e recuou para um local mais defensável. Carpute (nas cercanias da atual Elaze) também parece ter feito o mesmo. A única exceção a essa tendência foi Huri, que parece ter crescido de uma vila para uma cidade. Parte da razão para esse declínio pode ter sido por causa de um movimento da população ao norte em direção a Sofena. O que provavelmente aconteceu é que durante as invasões árabes, muitas pessoas deixaram os "assentamentos abertos e expostos" na planície de Anzitena para lugares mais bem protegidos em Sofena. Como um "país de calcário fissurado" protegido ao sul pelo Arsânias, Sofena estava melhor posicionada para proteger os moradores de ataques e invasões.
Uma mudança populacional local também ocorreu, pois as pessoas que permaneceram no distrito deixaram os assentamentos abertos e expostos nas planícies para locais mais elevados que ofereciam proteção. No entanto, não há evidências de que uma migração interna tenha ocorrido das planícies às terras altas do oeste. Em contraste com Sofena, cujos vales eram pequenos, mas tinham solo rico à agricultura, as terras altas ocidentais de Anzitena são pouco adequadas para sustentar grandes cidades. Enquanto isso, a ameaça dos bizantinos a oeste levou os árabes a investir na fortificação das terras altas do norte e oeste de Anzitena, como em Alminçar (al-Minşār), Atel (al-Tell) e Asvane. Eles não se preocuparam em fazer nenhuma base nas planícies abertas, exceto pela cidade principal de Arsamósata, no extremo leste da planície, e não parecem ter usado muito a passagem de Ergani durante o período. No entanto, um relato da campanha de Basílio I, o Macedônio (r. 867–886) na região em 873 refere-se a assentamentos fortificados, incluindo Cacom (Axae Hu) e Murinix (o forte em Daldeque, perto da vila de Murenique), entre outros. Ambos os locais estão na descida da passagem de Ergani, indicando que ainda era visto como um objetivo militar estratégico, mesmo que menos do que outros períodos. Em geral, os árabes usaram Anzitena para um propósito estratégico diferente do que abastecer Melitene - eles o usaram para manter comunicações com regiões mais a leste.

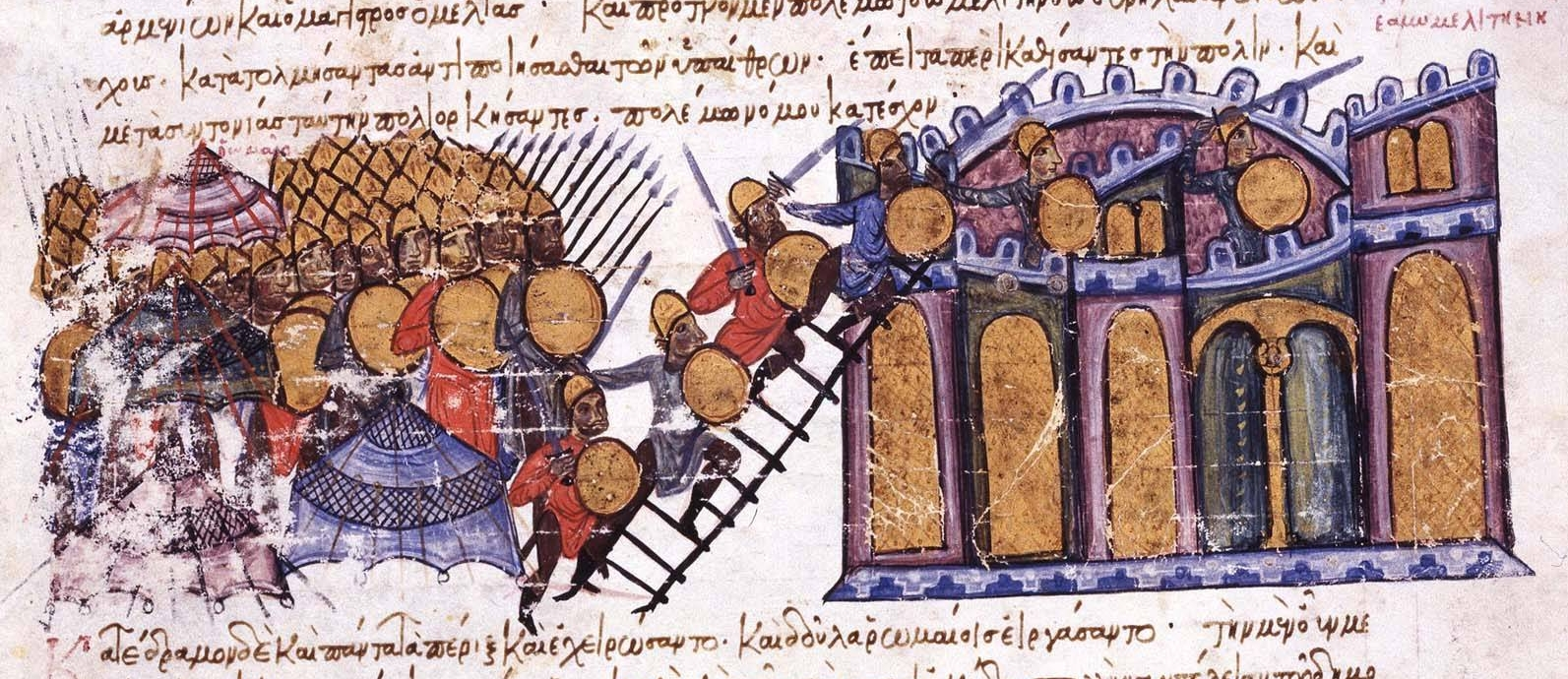
Captura de Melitene em 934 segundo o Escilitzes de Madrid

Temas do Império Bizantino em 950

No século IX, após dois séculos de revezes militares perante as hordas árabes, os bizantinos sob os imperadores Teófilo (r. 829–842) e Miguel III, o Ébrio (r. 842–867) tomaram a dianteira da ofensiva e conseguiram reaver alguns de seus antigos domínios na região da Armênia e regiões vizinhas. Tarso, na Cilícia, foi reconquistada em 831, um feito que seria seguido pela reconquista temporária de Melitene e Arsamósata (também em Anzitena) em 837, a destruição de Sozópetra, na Capadócia, no mesmo ano e a derrota das forças do emir Ambros (r. anos 830–863) na Batalha de Lalacão em 863. No século X, os bizantinos intensificaram suas expedições contra os árabes, conseguindo mais sucessos no campo de batalha. Sob o comando do general João Curcuas, Melitene foi definitivamente capturada em 934, com sua população árabe sendo substituída por colonos gregos e armênios. Após a consolidação da posição bizantina, Anzitena foi brevemente dividida. Anos depois, o exército imperial continuou sua investida, resultando na anexação de porção oriental de Anzitena em 937, na estrangulação e captura de Arsamósata entre 937-939, a tomada dos planaltos de Corzana entre 937-942, a abertura do principal passo oriental ao exército entre 942-944 e a conquista de Teodosiópolis e Calícala em 949. Os bizantinos provavelmente expandiram as fortificações em Carpute nessa época e ela se tornou o principal centro em Anzitena.
Tais vitórias deixaram estável a situação em Anzitena, que foi incorporada ao Tema da Mesopotâmia, que se estendia pela cordilheira de Muzurom, permanecendo subordinada a ele até seu desmembramento em 971/5. Dentro da organização eclesiástica, pertenceu à diocese de Camacho, subordinada ao Patriarcado de Constantinopla, que foi fundada logo após a conquista bizantina de Sofena entre 938-939 e se estendia sobre o país conquistado em direção à planície do Arsânias, onde provavelmente juntou-se a uma diocese do Patriarcado de Antioquia.  Quando os bizantinos reconquistaram a região, fizeram poucas mudanças, exceto a atualização das fortificações em Carpute. Simplesmente reutilizaram o sistema árabe existente, adaptando-o para servir como base às estratégias de guerrilha que normalmente favoreciam. O sistema resultante era muito defensivo por natureza, com os castelos todos em "fortes pontos de observação no outro lado da planície, como se sua função principal fosse proteger uma zona de refúgio nas terras altas no oeste e controlar as rotas estratégicas, os principais vaus do rio e a abordagem ocidental de Arsamósata." Eles não foram projetados para proteger a planície. Eles também não fortificaram o vale do lago Hazar ou as montanhas que o separavam da planície principal de Anzitena. Os bizantinos parecem ter tratado Anzitena como "uma profunda zona defensiva externa" protegendo Melitene a oeste e o cantão de Sofena, "o coração econômico e social da província da Mesopotâmia", ao norte.

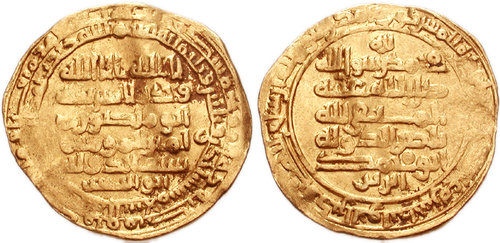
Dinar de Ceife Adaulá r.

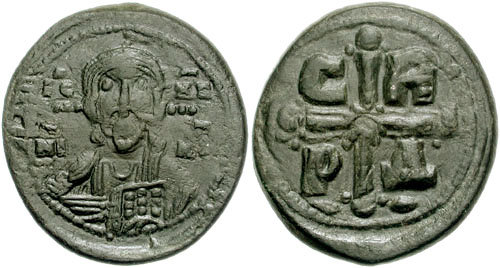
Fólis de r.

Em decorrência de sua posição, não podia ser ameaçada por ataques estrangeiros, exceto se viessem pelo sul, através do Tauro armênio. Apesar disso, as vitórias bizantinas foram ameaçadas pelas campanhas realizadas pelo hamadânida Ceife Adaulá que, em 938, atacou as cercanias de Melitene e depois em 953, como emir de Alepo (r. 945–967), devastou novamente as cercanias da cidade e derrotou o general Bardas Focas, o Velho na Batalha de Marache. Depois disso, em 956, Adaulá atacou a região, em antecipação a um inevitável cerco a Amida, mas foi derrotado em 958, quando retornava para Alepo, na Batalha de Rabã. Essa campanha foi uma de suas investidas mais famosas e o relato dela, preservado em dois poemas de Almotanabi provavelmente inspirados no boletim oficial enviado pelo emir, fornecem detalhes sobre Anzitena no período. Em 978, o emir hamadânida de Moçul Abu Taglibe (r. 967–978) fugiu para Anzitena na esperança de conseguir assistência do general rebelde Bardas Focas, o Jovem contra o emir buída de Xiraz Adude Adaulá (r. 949–983) que estava sitiando Maiafarquim, um dos domínios de Abu Taglibe.
Em 1058, Anzitena foi invadida pelos turcos seljúcidas, que saquearam Melitene. Em 1071, o imperador Romano IV (r. 1068–1071) avançou com um exército de grandes proporções para confrontar os invasores e foi derrotado na Batalha de Manzicerta por Alparslano (r. 1063–1072). Até 1081, os seljúcidas expandiram seu domínio sobre quase todo o planalto da Anatólia e Armênia até o leste da Bitínia, e no ocidente fundaram, em 1077, o Sultanato de Rum, com capital em Niceia. A região permaneceu em controle seljúcida até a Primeira Cruzada, quando foi conquistada por Boemundo I (r. 1099–1111). Em 1100, contudo, após a Batalha de Melitene, Anzitena permaneceu sob controle dos danismêndidas.
Mais tarde, Anzitena formou o núcleo do beilhique artúquida de Carpute (1102–1409), que também se estendeu mais para o leste. Este beilhique foi inicialmente estabelecido logo após 1090 por um emir turco separado chamado Chubuque, sob a autoridade do estadista seljúcida ibne Jair. Em 1113, o filho de Chubuque, Maomé, perdeu o principado para um artúquida chamado Balaque, que então foi conquistado por um artúquida diferente, Xamece Adaulá de Maiafariquim. No ano seguinte, Carpute foi tomada por um terceiro artúquida, Daúde de Hisne Caifa. Em 1176, um filho mais novo deste ramo tomou Carpute e tornou-se um principado independente novamente. Em 1178, Melitene foi reconquistada pelos seljúcidas, cuja suserania durou até o século XIII, quando foi tomada pelo Império Mongol e então pelo Ilcanato, mas o beilhique continuou a existir até sua conquista final pelo seljúcida Caicobado I (r. 1220–1237) em 1234. O principado de Carpute não incluía originalmente a parte ocidental de Anzitena ao redor de Minxar, mas quando Balaque se casou com a mãe de Tugrul Arslã, o príncipe seljúcida vizinho de Melitene, ele recebeu Minxar como seu dote e assim reuniu Anzitena politicamente. Pelos séculos XIV e XV, a região foi subsequentemente controlada pela Confederação do Cordeiro Negro, pelo Sultanato Mameluco (1315) de Anácer Maomé (r. 1299–1341), pelo Sultanato Otomano (1391/92) de Bajazeto I (r. 1389–1402), pelo Império Timúrida (1400/1) de Tamerlão (r. 1370–1405), pelo Império Safávida (1507) de Ismail I (r. 1501–1524) e por fim pelo Império Otomano (1516) de Selim I (r. 1515–1520).

## Localidades
Embora tenha sido o principal assentamento da região durante grande parte da Idade Média, Carpute (também conhecido como Ziata) era uma fortaleza obscura e puramente local durante os períodos clássico e medieval inicial. Sua única reivindicação à fama foi que em 359 foi o mais importante entre vários fortes menores capturados por uma expedição persa em território romano. Não desempenhou nenhum papel importante nas guerras romano-sassânidas da Antiguidade Tardia, nem na conquista árabe, o que implicou em sua não incorporação no elaborado sistema de defesa de fronteira estabelecido pelo califa Harune Arraxide no final do século VIII. Mesmo tão tarde quanto o relato sistemático de Cudama ibne Jafar sobre as marchas árabes enfrentando o Império Bizantino entre 928 e 932, não foi mencionado e deve ter permanecido puramente local em importância. Parece ter ganhado importância pela primeira vez quando os bizantinos conquistaram Anzitena na década de 930. Durante o início da Idade Média, encolheu de tamanho. De seu sítio maior da era romana, com muros de circuito de dez estádios de comprimento, contraiu e talvez recuou à posição poderosa ocupada pelo castelo medieval". No século X, a fortaleza foi expandida para seu tamanho atual. Deste ponto em diante, se tornou o principal centro em Anzitena e na região circundante em geral. Sua população cresceu à medida que a ameaça de guerra, ataques turcos e banditismo levaram muitas pessoas a buscar segurança perto de seu formidável castelo.
O castelo principal além de Carpute no século X era Dadima (ou Dadimo), na atual Tadem, que foi um importante alvo das campanhas de Ceife Adaulá de 938 e 956. Este castelo era descendente medieval de um importante assentamento antigo. Jorge de Chipre, escrevendo no fim do século VI, parece rotular implicitamente Dadima como uma cidade, uma vez que não a lista como fortaleza (castro) ou cidade pequena (policné). Também sugere que havia sido recentemente elevada à capital provincial da Armênia IV, sucedendo Martirópolis, a capital sob Justiniano, depois que os flancos do sul do Tauro armênio foram separados e transformados na nova província da Alta Mesopotâmia. Dadima permaneceu como capital eclesiástica da Armênia IV pelo menos até 692, quando seu bispo Elias assinou os cânones do Concílio Quinisexto. Durante o período de dominação árabe que durou aproximadamente de 640 a 938, declinou para uma pequena cidade, deixando Arsamósata como a única cidade importante na região das planícies, provavelmente em decorrência da proximidade do perigo, pois a fronteira árabe-bizantina estava situada a oeste de Tadem. Parte de sua população deve ter se mudado para a área de Arsamósata. Algum tempo depois de 956, afundou na obscuridade total, embora seu nome sobreviva até os dias atuais. Em 1900, sobreviviam em Tadem dois vestígios de muros: um envolvendo um tepe de 60 pés de altura, possivelmente representando o assentamento medieval, e o outro a uma milha a oeste na planície, possivelmente representando o assentamento antigo.
Cerca de oito quilômetros ao sul de Tadem fica Ho, que no século XIX era uma das principais vilas da planície. Em 1900, as fundações de um edifício aparentemente "romano" ou "bizantino" foram identificadas no topo de um tepe de 80 pés de altura e 200 pés de diâmetro; o tepe aparentemente não era fortificado. Marius Canard propôs que Ho seja a Huri do relato de Almotanabi, uma hipótese apoiada por James Howard-Johnston por falta de outras opções. Embora seja listado como uma balade ou cidade no texto, provavelmente era obscuro tanto nos tempos clássicos quanto medievais e provavelmente era apenas uma vila particularmente grande, provavelmente não fortificada de acordo com Howard-Johnston. Por outro lado, Sinclair identifica o sítio de Axae Hu (Aşağı Huh) com o forte chamado "Cacom" que Basílio I atacou em 873. Em qualquer caso, provavelmente foi fortificado no início de sua história, já que a Geografia Armênia atribuída a Moisés de Corene no século VI ou VII lista um castelo chamado Hore como um dos dois lugares no cantão de Anzitena.
Arsamósata, no nordeste, era uma cidade importante com uma população mista armênia e assíria. Estava localizada no local atual de Haraba e se sabe que o bispo ortodoxo siríaco de Anzitena residia ali. O declínio de Tadem sob o domínio árabe a deixou como a única cidade importante na região das planícies, pois provavelmente recebeu um influxo de novos residentes de Tadem e da planície de Malátia. Por volta dos séculos XI e XII, no entanto, entrou em declínio, contraindo-se de "uma cidade antiga e extensa" para uma cidade menor contida dentro das muralhas. Permaneceu uma cidade até pelo menos o final do século XII - o bispado ortodoxo sírio é conhecido até 1199 - e provavelmente estava dentro das antigas muralhas da cidade, embora não fosse efetivamente protegida por elas. Depois que a guarnição local foi finalmente retirada, talvez em 1234, quando Carpute foi conquistada pelos seljúcidas, a população de Arsamósata dispersou-se para aldeias na planície e colinas próximas.
Além de Arsamósata, o castelo de Salame era provavelmente o único sítio importante na parte nordeste de Anzitena na época de Ceife Adaulá. Uma possível identificação é a grande fortaleza de Xitar Cale perto de İçme, que tem vista para a planície de uma altura de mil pés e comanda o vale de Arsânias. Junto com a aldeia de Almucadamia, Salame ficava na rota de Ceife Adaulá de Carpute para Arsamósata em 938. O poeta Abu Firas se refere a uma batalha "no distrito de Salame", implicando que a vitória de Ceife Adaulá sobre os bizantinos perseguidores ocorreu perto daqui.
Ceife Aldaulá nunca teve como alvo as terras altas do norte e oeste de Anzitena, "sem dúvida dissuadido pelo perigo da ação da guerrilha bizantina em terreno favorável", então menos se sabe sobre esta área durante o século X. Apenas três castelos são mencionados nas fontes: Alminçar (al-Minşār), Atel (al-Tell) e Asvane. O castelo em Asvane aparentemente não ofereceu resistência às forças de Ceife Aldaulá em 956, que o ocuparam sem problemas e o transformaram num acampamento base. Ele ficava na margem sul do Arsânias, num local conveniente para o lançamento de barcos e jangadas, e controlava um vau. Um candidato para sua localização é o monte chamado Asvane Cale acima da moderna vila de Asvane: fica na margem do rio, quatro quilômetros a montante de um grande vau, e o nome é idêntico. No entanto, a escavação da metade norte do monte não revelou nenhuma evidência de ocupação entre c. 400-1000 - nem qualquer indicação de que o local tenha sido fortificado durante sua ocupação. Em vez disso, de acordo com James Howard-Johnston, o castelo, junto com a cidade antiga e medieval, provavelmente estava em algum lugar na planície a oeste, imediatamente pelo vau. Aqui, estaria melhor posicionado para proteger a abordagem sul do vau na estrada de Carpute do que o monte mais defensável, mas distante, acima da vila atual. A ação aluvial e a extração humana podem ter removido todos os vestígios visíveis de um castelo medieval antigo. No entanto, de acordo com a hipótese de Stephen Mitchell, nunca houve um castelo de "Hisne Asvane" - em vez disso, havia apenas um monte chamado "castelo" no século X, exatamente como é hoje.
O castelo de Atel provavelmente ficava nas colinas a oeste de Tadem, provavelmente a não mais de 10 quilômetros de distância. Ceife Adaulá enviou um destacamento para sitiá-lo em 938 enquanto sitiava Dadima. Canard propôs que Atel é o mesmo lugar que Tel Arsanas mencionado por ibne Haucal; isso é aceito por Howard-Johnston "por falta de alternativas convincentes - mas com considerável hesitação". A localização exata é incerta, mas as coordenadas que ibne Haucal deu para Tel Arsanas o colocariam cerca de 18 quilômetros a oeste de Carpute e cerca de 24 quilômetros do vau do Eufrates na vila de Hamã. Tel Arsanas teria ignorado a rota principal a sudoeste de Carpute em direção ao vau em Tomisa. Se Atel estivesse realmente aqui, então as ações de Ceife Adaulá teriam sido destinadas a manter a rota e talvez fornecer uma distração de suas principais ações em Tadem e Carpute.
O castelo de Alminçar estava quase certamente na grande rocha perto da vila de Cale na montanha chamada Muxer ou Mixar perto da margem leste do Eufrates. Este local foi transformado num castelo escavando plataformas e degraus e construindo paredes no período pré-histórico. O local fica logo a montante de um vau no Eufrates - ele próprio a montante do principal em Tomisa - que foi usado por Ceife Adaulá em 953 para fazer uma retirada rápida quando suas forças estavam quase presas na margem oposta. Presumivelmente, havia uma rota secundária atravessando as terras altas de Anzitena que ele usou então.
Há um pequeno castelo em uma pequena colina com vista para a vila de Queluxae 12 quilômetros a oeste de Tel Arsanas; provavelmente deve ser distinguido de Atel. Ele comanda uma segunda rota menor a oeste de Carpute, que fica ao norte da principal. Com base em relatos locais de moedas romanas sendo levadas pelas chuvas da primavera, Huntington atribuiu este local ao período romano, mas também pode ter permanecido em uso durante o início da Idade Média. Quatro quilômetros ao sul-sudeste da atual Asvane fica o castelo medieval tardio de Tascum Cale, que fica na extremidade norte de uma bacia de planalto. Anthony McNicoll datou provisoriamente o castelo de Tascum Cale e a fase medieval de sua igreja próxima ao século XIV e concluiu que o assentamento ao redor dele deve ter sido bastante grande, dada a presença de cacos de cerâmica espalhados e vestígios de paredes de pedra. O nome "Tascum" lembra vagamente o antigo forte fronteiriço romano de Dascusa - assim como a cidade vizinha de Alascunia, uma capital provincial do outro lado do rio Asvane.
O antigo assentamento de Mazara, cujo local é agora ocupado pela cidade moderna de Elaze, era uma estação rodoviária na estrada que ligava Melitene à bacia do alto Eufrates. Após o período clássico, não aparece mais em registros históricos, indicando que declinou para a insignificância ou foi abandonado completamente. Um grande assentamento na foz do vale de Zerteriche parece ter sido construído em algum momento durante a antiguidade clássica. Não parece ter aparecido nas campanhas de Ceife Adaulá e pode ter diminuído para uma vila ou sido abandonado completamente no século X. A cidade de Calcas mencionada por ibne Haucal, que corresponde à antiga Colcis, ficava no extremo nordeste do lago Hazar. Quando Ceife Adaulá invadiu por aqui em 956, o relato não faz menção a ele lidando com qualquer fortaleza bizantina, então Calcas não parece ter sido usada como base militar durante este período.